# Megachile cockerelli
Megachile cockerelli är en biart som beskrevs av Sievert Allen Rohwer 1923. Megachile cockerelli ingår i släktet tapetserarbin, och familjen buksamlarbin. Inga underarter finns listade i Catalogue of Life.